# Aéroport international de Yinchuan Hedong
L'aéroport international de Yinchuan Hedong est un aéroport qui dessert la ville de Yinchuan dans la province du Ningxia en Chine. Il a accueilli 4 247 843 passagers en 2013.

## Situation

### Carte des 50 premiers aéroports de Chine
| \| 500 km1:25 016 000 \| Baotou Canton Changchun Changsha Chengdu-CTU Chengdu-TFU Chongqing Dalian Fuzhou Guilin Guiyang Haikou Hailar Hangzhou Harbin Hefei Hohhot Jinan Jinghong Kunming Lanzhou Lhassa Lijiang Nanchang Nankin Nanning Ningbo Pékin · Capitale Pékin · Daxing Qingdao Quanzhou Sanya Shanghaï-Pudong Shanghaï-Hongqiao Shantou-Chaozhou-Jieyang Shenyang Shenzhen Shijiazhuang Taiyuan Tianjin Ürümqi Wenzhou Wuhan Suzhou Xiamen Xi'an Xining Yantai Yinchuan Zhengzhou Zhuhai-Jinwan |
| 500 km1:25 016 000 |

## Compagnies aériennes et destinations
| Compagnies                | Destinations |
| ------------------------- | --- |
| Air China                 | Beijing-Capital, Changchun, Chengdu, Chongqing, Hangzhou, Shanghai-Pudong, Wenzhou, Xi'an                                        |
| China Eastern Airlines    | Beijing-Capital, Changsha, Changzhou, Canton, Kunming, Nanjing, Ningbo, Shanghai-Pudong, Shenzhen, Taipei-Taoyuan, Urumqi, Xi'an |
| China Eastern Airlines    | Bangkok-Suvarnabhumi, Hong Kong                                                                                                  |
| China Express Airlines    | Chongqing, Guiyang, Jiayuguan, Ordos                                                                                             |
| China Southern Airlines   | Beijing-Capital, Changsha, Chongqing, Dalian, Haikou, Hohhot, Guangzhou, Nanjing, Sanya, Shenyang, Urumqi, Xi'an, Zhengzhou      |
| Far Eastern Air Transport | Taipei-Taoyuan |
| Grand China Air           | Beijing-Capital |
| Hainan Airlines           | Canton, Xi'an |
| Joy Air                   | Guyuan, Taiyuan, Xi'an, Yulin |
| Juneyao Airlines          | Shanghai-Pudong, Xi'an |
| Kunming Airlines          | Kunming |
| Loong Air                 | Hangzhou, Xi'an |
| Shandong Airlines         | Beijing-Capital, Jinan, Qingdao, Shijiazhuang, Urumqi, Wuhan, Xiamen, Xining                                                     |
| Shanghai Airlines         | Shanghai-Hongqiao, Zhengzhou |
| Shenzhen Airlines         | Canton, Shenzhen, Wuxi, Xi'an |
| Sichuan Airlines          | Chengdu, Chongqing, Canton, Guilin, Harbin, Kunming, Sanya                                                                       |
| Tianjin Airlines          | Chongqing, Guiyang, Haikou, Hohhot, Lanzhou, Nanning, Ordos, Taiyuan, Tianjin                                                    |
| Tibet Airlines            | Lhassa |
| Xiamen Airlines           | Fuzhou, Hangzhou, Wuhan, Xiamen, Xi'an, Zhengzhou                                                                                |